# Olympische Winterspiele 2030
Die XXVI. Olympischen Winterspiele sollen vom 1. bis zum 17. Februar 2030 in den französischen Alpen stattfinden.

## Vergabe der Spiele
Im Dezember 2018 gab Thomas Bach, der Präsident des Internationalen Olympischen Komitees, bekannt, dass Japan mit Sapporo, die USA, Argentinien, Spanien und Georgien Interesse an einer Austragung bekundeten und der Austragungsort 2023 auf der 141. IOC-Sitzung in Mumbai bekanntgegeben werden soll. Jedoch gab das IOC am 6. Dezember 2022 bekannt, dass die Vergabe der Spiele verschoben werde. Christophe Dubi, Olympiadirektor des IOC, gab am 29. März 2023 bekannt, dass man derzeit mit mehr als 6 Städten bzw. Regionen für die Austragung der Spiele 2030 bzw. nachfolgender Spiele in Gesprächen sei. Geplant ist es, die Spiele auf der 142. IOC-Sitzung im Juli 2024 in Paris zu vergeben, obwohl die Olympische Charta eine Vergabe im Kandidatenland verbietet. Am 9. Oktober 2023 wurden Berichte bekannt, wonach das IOC über eine Doppelvergabe der Winterspiele 2030/2034 diskutiere. Am 15. Oktober 2023 wurde beschlossen, dass die Doppelvergabe auf der 142. IOC-Sitzung in Paris erfolgen soll. Am 24. Juli 2024 erfolgte schließlich die offizielle Bekanntgabe durch das IOC. Ein Vertrag soll jedoch erst später unter der Voraussetzung geschlossen werden, dass die künftige französische Regierung und das Parlament finanzielle Garantien beschließen.
Es sind dies die vierten Olympischen Winterspiele in Frankreich nach den Spielen von 1924, 1968 und 1992.
| Austragungsort     | Ja | Nein | Enthaltungen |
| ------------------ | -- | ---- | ------------ |
| Französische Alpen | 84 | 4    | 7            |

## Geplante Wettkampfstätten
Das Konzept der Spiele sieht die Nutzung bereits bestehender Wettkampfstätten in den Regionen Provence-Alpes-Côte d’Azur und Auvergne-Rhône-Alpes vor, unter anderem auch in dem Skigebiet Trois Vallées. Die meisten Eissportbewerbe sollen in Nizza ausgetragen werden, lediglich für die Eröffnungsfeier ist noch kein Veranstaltungsort festgelegt. Am 27. Juli 2024 wurde bekannt, dass die Eisschnelllaufbewerbe in Turin in Italien stattfinden sollen. Konkret verteilen sich die Wettkampfstätten damit auf vier Zonen:

### Zone Nizza
- Palais des Expositions Acropolis – Eiskunstlauf, Shorttrack
- Parcelle "SUD/Eco-quatier" –  Eishockey
- Plaine du Var –  Eishockey
- Palais Nikaia – Curling
- Allianz Riviera  – Schlussfeier
- Futur Palais des Congrès de Nice – Pressezentrum
- Marché d'Intéret National Fleurs – Sendezentrum
- Promenade des Anglais – Schlussfeier

### Zone Briançon
- Montgenèvre – Big Air, Slopestyle, Parallelriesenslalom
- Serre Chevalier – Aerials, Moguls, Halfpipe
- Briançon – Olympisches Dorf
- TBD – Snowboardcross, Ski Cross

### Zone Savoie
- La Plagne – Bob, Skeleton, Rennrodeln, Olympisches Dorf
- Bozel – Olympisches Dorf
- Méribel – Ski Alpin Frauen, Nordische Kombination
- Courchevel – Ski Alpin Männer, Skispringen, Nordische Kombination

### Zone Haute-Savoie
- La Clusaz – Skilanglauf
- Le Grand-Bornand – Biathlon
- TBD – Olympisches Dorf

### Außerhalb gelegene Wettkampfstätten
- Oval Lingotto – Eisschnelllauf